# Kapongan (plaats)
Kapongan is een bestuurslaag in het regentschap Situbondo van de provincie Oost-Java, Indonesië. Kapongan telt 1856 inwoners (volkstelling 2010).